# Dittologia
La dittologia (dal greco dittós, doppio, e lógos, discorso) è una figura retorica che consiste nella ripetizione espressiva della stessa parola o accostamento di due parole di cui una rafforza l'altra (p.e. un bacio grande, grande; ricco sfondato)
"Solo et pensoso i più deserti campi  vo misurando a passi tardi et lenti" (da F.Petrarca, Solo et pensoso)